# مارگانی
مارگانی (به اسپانیایی: Marganell) یک شهرستان در اسپانیا است که در کاتالونیا واقع شده‌است.

## خصوصیات
مارگانی ۱۳٫۵۲ کیلومترمربع مساحت و ۲۹۲ نفر جمعیت دارد و ۲۹۱ متر بالاتر از سطح دریا واقع شده‌است.